# Maxime Nicolle
Maxime Nicolle (Llemotges, Occitania, 24 de setembre de 1987) és un activista francès i un dels principals representants del moviment de les armilles grogues, que és un moviment de protesta que va començar a França el 17 de novembre de 2018. Amb 31 anys i vivint a la comuna francesa de Léhon del departament de Costes del Nord a la regió de Bretanya, amb la seva companya i una filla de 8 anys. Titulat amb un CAP(Certificat en Aptitud Professional) en manteniment aeronàutic, amb feines esporàdiques de xofer de transport i sense feina d'ençà inicis del 2019. Maxime té una gran activitat a les xarxes socials amb el pseudònim de Fly Rider, juntament amb altres activistes com Éric Drouet i Priscillia Ludosky.